# セルゲイ・ポノマレンコ
セルゲイ・ヴラジーレノヴィチ・ポノマレンコ（ロシア語: Сергей Владиленович Пономаренко、1960年10月6日 - ）は、旧ソビエト連邦出身の男性フィギュアスケートアイスダンス選手。1992年アルベールビルオリンピックアイスダンス金メダリスト。1989年、1990年、1992年世界フィギュアスケート選手権アイスダンスチャンピオン。パートナーは妻でもあるマリナ・クリモワ。ロシア語読みでは「スィルギェーイ・ヴラヂーレノヴィチュ・パナマリェーンカ」が近い。
息子のアンソニー・ポノマレンコもアメリカ所属のフィギュアスケート選手（アイスダンス）である。

## 経歴
- タチアナ・デュラソワと組み、1978年、1979年世界ジュニアフィギュアスケート選手権優勝。
- 1984年にマリナ・クリモワと結婚。同年、サラエボオリンピックで銅メダルを獲得。
- 1988年カルガリーオリンピックで銀メダルを獲得。
- 1989年、1990年世界フィギュアスケート選手権 優勝。
- 1992年アルベールビルオリンピックで金メダルを獲得し、アマチュアを引退。プロスケーターとして活動を始めたのち、フィギュアスケートコーチに転進した。現在は国際スケート連盟公式技術審判員として活動。
- 2000年世界フィギュアスケート殿堂入り。

## 主な戦績
- 戦績はマリナ・クリモワとのカップル時。

| 大会/年      | 82-83 | 83-84 | 84-85 | 85-86 | 86-87 | 87-88 | 88-89 | 89-90 | 90-91 | 91-92 |
| ------------ | ----- | ----- | ----- | ----- | ----- | ----- | ----- | ----- | ----- | ----- |
| オリンピック |       | 3     |       |       |       | 2     |       |       |       | 1     |
| 世界選手権   |       | 4     | 2     | 2     | 2     | 2     | 1     | 1     | 2     | 1     |
| 欧州選手権   | 4     | 3     | 2     | 2     | 2     |       | 1     | 1     | 1     | 1     |